# État stationnaire (économie)

Les ressources naturelles traversent l'économie et finissent comme des déchets et de la pollution.

Une économie stationnaire ou état stationnaire est une économie dont le stock de capital physique et la taille de la population sont constants et qui ne croît pas avec le temps. Normalement, ce terme fait référence à l'économie nationale d'un pays donné, mais il peut également s'appliquer au système économique d'une ville, d'une région ou du monde entier. Au XVIIIe siècle, l'économiste classique Adam Smith a développé le concept d'état stationnaire d'une économie. Il pensait que toute économie nationale finirait par se stabiliser dans un état stationnaire final.
Depuis les années 1970, le concept d'économie stationnaire est principalement associé aux travaux de l'économiste écologique Herman Daly. Le concept d'état stable de Daly implique l'analyse écologique des flux de ressources naturelles dans l'ensemble de l'économie et diffère donc du concept classique d'état stationnaire. L'intervention politique de Daly propose de parvenir à une économie stationnaire en imposant des restrictions permanentes sur tous les types d'utilisation des ressources. En revanche, les économistes classiques pensaient qu'une économie évoluerait d'elle-même vers l'état stationnaire final, sans intervention des gouvernements.
Face à l'accumulation des problèmes écologiques dans le monde, le concept d'économie stationnaire suscite un intérêt croissant. Les détracteurs de l'économie stationnaire soutiennent généralement que le découplage (croissance verte) de l'utilisation des ressources, le progrès technologique et les mécanismes du marché sont capables de résoudre les problèmes de pénurie de ressources, de pollution et de surpopulation. Les partisans de l'économie stationnaire, quant à eux, affirment que ces arguments ne sont pas suffisamment étayés et que la nécessité d'une économie stationnaire se fait de plus en plus sentir.
Une économie stationnaire n'est pas synonyme de stagnation économique. Une économie stationnaire est le fruit d'une action politique consciente, tandis que la stagnation économique est une perturbation inattendue et indésirable dans une économie orientée vers la croissance.

## Historique

### Avant les Classiques
La question de la finitude de la croissance économique est abordée par de nombreux économistes dès le XVIIIe siècle. Cette réflexion s'accompagne d'une analyse des facteurs de production nécessaires à la croissance. 

### Adam Smith et les ressources de la croissance
Adam Smith aborde le sujet d'une limitation supérieure à la croissance dans ses Recherches sur la nature et les causes de la richesse des nations. L'état stationnaire correspond pour lui à l'équilibre de long terme qui permet de déterminer le « prix naturel » des marchandises autour duquel tourne le « prix du marché » de l'équilibre à court terme. 

### Thomas Malthus et les limites des récoltes
Thomas Malthus soutient la loi des rendements décroissants, c'est-à-dire que les terres pourront nourrir de moins en moins de personnes, alors que la demande, elle, augmentera de manière croissante avec l'accroissement démographique. Les prix des denrées alimentaires augmentant, le prix du travail (le salaire) augmente aussi ; les profits diminuent, et donc les investissements des entreprises décroissent. Ainsi, l'économie tend vers une stagnation de long terme.

### David Ricardo et les limites de la rente
David Ricardo reprend l'idée de Malthus et introduit le concept d'état stationnaire. Pessimiste, il souligne le rôle de la limitation des récoltes dans le retour régulier d'une économie à son état stationnaire. Ricardo soutient que la rente, injustement prélevée par les propriétaires, conduit les entrepreneurs à augmenter les salaires, entraînant une baisse des profits et des investissements, et donc de la croissance. Ricardo estime cependant que cet état n'est pas fatal : la croissance économique peut reprendre son rythme ascendant à condition d'ouvrir les frontières nationales devant le blé étranger à bas prix qui va permettre la baisse des salaires (à l'époque, ceux-ci étaient évalués en termes de grains) et l'accroissement des bénéfices industriels.

### John Stuart Mill et l'ère stable de la richesse
John Stuart Mill soutient que les progrès économiques permettront d'atteindre un état stationnaire de richesse généralisée. Un des chapitres de son magnum opus s'intitule « De l'état stationnaire », où il écrit : « Quelle est la limite ultime vers laquelle le progrès industriel pousse la société ? Quand le progrès s'arrêtera, dans quelle situation pouvons-nous compter qu'il laissera l'humanité ? Les spécialistes d'économie politique ont certainement dû voir, plus ou moins distinctement, que l'augmentation de la richesse n'est pas sans limite. » Néanmoins, J.S. Mill est moins pessimiste que Malthus et Ricardo sur l'état stationnaire, puisqu'il considère que les gens vont apprendre à vivre avec cette nouvelle situation.

### Le rapport Meadows et la finitude des ressources naturelles
En 1972, le Rapport Meadows, écrit par des scientifiques du Massachusetts Institute of Technology, montre que la finitude des ressources de la planète rend impossible une croissance infinie. Dès lors, la meilleure situation atteignable par les économies du monde est celle d'un état stationnaire permanent. Certains observateurs soulignent l'héritage du malthusianisme dans les conclusions du rapport, c'est-à-dire la mise en lumière de l'impossibilité pour les ressources naturelles de se régénérer aussi vite que la croissance économique, poussée par la démographie, l'exige.

## Concept
Le concept d'état stationnaire renvoie à la possibilité pour un système économique à atteindre, sur le long terme, un équilibre qui ne permette ni croissance, ni décroissance. En macroéconomie, le PIB est défini comme {\displaystyle Y=A\cdot F(L,K,H,N)}, où le PIB (Y) est égal aux connaissances techniques (A), qui elles-mêmes sont fonction (F) de la quantité de travail (L), du capital (K), du capital humain (H) et des ressources naturelles (N). 
En théorisant sur l'évolution de cette variable dans le temps, des modèles économiques sont arrivés à la conclusion que le niveau de croissance économique ou de « création de valeur » allait finir par stagner.

## Modèles explicatifs

### Modèle de Solow-Swan
Le premier modèle grand modèle explicatif de la croissance fut un modèle de croissance exogène. Proposé par Robert Solow et Trevor Swan, le modèle de Solow met en lumière l'inévitabilité d'un état stationnaire de long terme pour toutes les économies. La démonstration de Solow et de Swan se fonde sur plusieurs mécanismes.
Selon eux, en effet, une économie atteint un état stationnaire sur le long terme dès lors que l'on postule que la productivité des facteurs de production (égale à  {\displaystyle Y/L},  soit le rapport entre la création de valeur et la quantité d'heures de travail dépensée pour la produire) est décroissante. En effet, à très long terme, le stock de capital (K) utile à la production de richesse finit par se stabiliser en raison du phénomène de capacité porteuse ; seulement, l'augmentation du stock de capital entraîne une hausse du niveau d'amortissement, si bien que le montant de l'investissement nécessaire pour amortir ce stock de capital augmente lui aussi. Par conséquent, le stock de capital se stabiliserait et l'économie atteindrait un état d'équilibre appelé « état stationnaire ».